# Danh sách vua Lưu Cầu
Các vương quốc đầu tiên trong lịch sử Lưu Cầu là Bắc Sơn, Trung Sơn và Nam Sơn. Sau đó, ba nước này thống nhất lại thành vương quốc Lưu Cầu. Tuy nhiên, danh sách này liệt kê cả những vị lãnh đạo từ trước đó, vốn không thể kiểm chứng.

## Vương triều Thiên Tôn
Căn cứ theo Trung Sơn thế giám (中山世鑑, chūzan seikan) của vương quốc Lưu Cầu thì vào giai đoạn sơ khởi, hòn đảo do vương triều Thiên Tôn (Tenson) cai trị, người sáng lập nên triều đại này là con của Amamikyo (thần thiên địa theo thần thoại Lưu Cầu), truyền được 25 đời song chưa biết tên các vua.

## Vương triều Thuấn Thiên
| Tên         | Chữ Hán           | Hán Việt          | Thần hiệu                  | Trị vì    | Tuổi thọ |
| Shunten     | 舜天              | Thiên Tôn         | Mikotoatsushi 尊敦 Tôn Độn | 1187–1237 | 71       |
| Shunbajunki | 舜馬順熙/舜馬順熈 | Thuấn Mã Thuận Hi | Kiekimi 其益美 Kì Ích Mỹ   | 1238-1248 | 63       |
| Gihon       | 義本              | Nghĩa Bản         | Không                      | 1249–1259 | ?        |

## Vương triều Anh Tổ
Năm 1259, Gihon, vị vua cuối cùng của vương triều Thuấn Thiên, đã thoái vị. Eisō là người kế vị ông.
| Tên        | chữ Hán | Hán Việt   | Thần hiệu                             | Trị vì    | Tuổi thọ |
| Eisō       | 英祖    | Anh Tổ     | Ezo no tedako 英祖日子 Anh Tổ Nhật Tử | 1260–1299 | 70       |
| Taisei     | 大成    | Đại Thành  | Không                                 | 1300–1308 | 61       |
| Eiji       | 英慈    | Anh Từ     | Không                                 | 1309–1313 | 45       |
| Tamagusuku | 玉城    | Ngọc Thành | Không                                 | 1314–1336 | 40       |
| Seii       | 西威    | Tây uy     | Không                                 | 1337–1354 | 21       |

## Thời đại Tam Sơn
Tam Sơn là một thời đại trong lịch sử vương quốc Lưu Cầu từ năm 1322 cho đến 1429. Trong thời gian này, Okinawa bị phân thành 3 vương quốc.

### Vương quốc Trung Sơn
Vương quốc Trung Sơn (Chūzan, 1355-1406) triều cống nhà Minh từ năm 1372 đến 1404.
| Tên   | chữ Hán | Hán Việt | Thần hiệu                                  | Trị vì    | Tuổi thọ |
| Satto | 察度    | Sát Độ   | Ufu mamono 大真物 Đại Chân Vật             | 1355–1397 | 74       |
| Bunei | 武寧    | Vũ Ninh  | Naga no mamono 中之真物 Trung Chi Chân Vật | 1398–1406 | 50       |

### Vương quốc Nam Sơn
Vương quốc Nam Sơn (Nanzan, 1337-1429) là nước triều cống của nhà Minh từ 1383 đến 1388.
| Tên     | chữ Hán       | Hán Việt    | Thần hiệu | Trị vì    | Tuổi thọ |
| Ofusato | 承察度        | Thừa Sát Độ | Không     | 1337-1396 | ?        |
| Oueishi | 汪英紫        | Uông Anh Tử | Không     | 1388-1402 | ?        |
| Ououso  | 汪應祖/汪応祖 | Uông Ứng Tổ | Không     | 1403-1413 | ?        |
| Tafuchi | 達勃期        | Đạt Bột Kì  | Không     | 1413-1414 | ?        |
| Taromai | 他魯每        | Tha Lỗ Mỗi  | Không     | 1415-1429 | ?        |

## Vương quốc Bắc Sơn
Vương quốc Bắc Sơn (Hokuzan, 1322-1416) là nước triều cống của nhà Minh từ năm 1383.
| Tên      | chữ Hán | Hán Việt    | Thần hiệu | Trị vì    | Tuổi thọ |
| Haniji   | 怕尼芝  | Phạ Ni Chi  | Không     | 1322-1395 | ?        |
| Min      | 珉      | Mân         | Không     | 1396-1400 | ?        |
| Hananchi | 攀安知  | Phàn An Tri | Không     | 1401-1416 | ?        |

## Nhà Shō I
Năm 1406, Bunei bị lật đổ, Shō Shishō (Thượng Tư Thiệu) trở thành vua mới của vương quốc Trung Sơn. Năm 1422, con trai cả của Shō Shishō là Shō Hashi đã thống nhất đảo Okinawa. Trong những năm sau, nhà Minh đã đặt tên mới cho vương quốc là Lưu Cầu
| Tên          | chữ Hán   | Hán Việt        | Thần hiệu                                                                                | Trị vì    | Tuổi thọ |
| Shō Shishō   | 尚思紹    | Thượng Tư Thiệu | Kimishi mamono 君志真物 Quân Chí Chân Vật                                                | 1407–1421 | 67       |
| Shō Hashi    | 尚巴志    | Thượng Ba Chí   | Sejitaka mamono 勢治高真物 Thế Trị Cao Chân Vật                                          | 1422-1439 | 67       |
| Shō Chū      | 尚忠      | Thượng Trung    | Không                                                                                    | 1440–1442 | 54       |
| Shō Shitatsu | 尚思達    | Thượng Tư Đạt   | Kimiteda 君日 Quân Nhật                                                                  | 1443–1449 | 41       |
| Shō Kinpuku  | 尚金福    | Thượng Kim Phúc | Kimishi 君志 Quân Chí                                                                    | 1450–1453 | 55       |
| Shō Taikyū   | 尚泰久    | Thượng Thái Cửu | Nanojiyomoi 那之志與茂伊 Na Chi Chí Dữ Mậu Y cũng gọi là "ōyononushi" 大世主 Đại Thế Chủ | 1454–1460 | 45       |
| Shō Toku     | 尚德/尚徳 | Thượng Đức      | Hachiman aji 八幡按司 Bát Phiên Án Tư cũng gọi là "Sekōkimi" 世高王 Thế Cao Vương        | 1461–1469 | 29       |

## Triều Shō II
Năm 1469, Shō Toku, vua cuối cùng của triều đại Shō I, bị giết trong một cuọc đảo chính và không có hoàng tử để kế vị. Các triều thần đã đưa Shō En lên ngoi vua và lập nên triều đại Shō II.
Dưới thời vua Shō Shin, vương quốc Lưu Cầu khá thịnh vượng. Và được gọi là "thời kỳ vàng son" trong lịch sử Lưu Cầu. Song sức mạnh quân sự của vương quốc đã suy giảm sau khi ông mất. Năm 1609, phiên Satsuma chiếm thành Shuri, vua Shō Nei được mang đi như một tù nhân đến phiên Satsuma và sau đó đến Edo (Tokyo ngày nay). Từ đó, Lưu Cầu trở thành một nước chư hầu của phiên Satsuma, nhà vua triều cống cả Trung Quốc và phiên Satsuma. Vương quốc Lưu Cầu trở thành một phiên của Nhật Bản vào năm 1872. Năm 1879, Nhật Bản tải tổ chức phiên Ryukyu thành tỉnh Okinawa (tỉnh), chính thức thôn tính quần đảo. Vua Shō Tai được phong làm hầu tước và chuyển đến Tokyo. 
| Tên        | chữ Hán   | Hán Việt        | Thần hiệu | Trị vì    | Tuổi thọ |
| Shō En     | 尚圓/尚円 | Thượng Viên     | Kanamaru aji suetsugi no ōnishi 金丸按司添末續之王仁子 Kim Hoàn Án Tư Thiêm Mạt Tục Chi Vương Nhân Tử hay "Kanamaru ajisohi" 金丸按司添 Kim Hoàn Án Tư Thiêm | 1470–1476 | 61       |
| Shō Sen'i  | 尚宣威    | Thượng Tuyên Uy | Iri no yononushi 西之世主 Tây Chi Thế Chủ | 1477      | 48       |
| Shō Shin   | 尚真      | Thượng Chân     | Okiyakamowe 於義也嘉茂慧 Ô Nghĩa Dã Gia Mậu Huệ | 1477–1526 | 61       |
| Shō Sei    | 尚清      | Thượng Thanh    | Tenzoku no ajisohi 天續之按司添 Thiên Tục Chi Án Tư Thiêm | 1527–1555 | 59       |
| Shō Gen    | 尚元      | Thượng Nguyên   | Tedaji ajisohi 日始按司添 Nhật Thủy Án Tư Thiêm | 1556–1572 | 44       |
| Shō Ei     | 尚永      | Thượng Vĩnh     | Ezoniyasohi ajisohi 英祖仁耶添按司添 Anh Tổ Nhân Da Thiêm Án Tư Thiêm cũng gọi là "Tedayutamisaokimi" 日豐操王 Nhật Phong Thao Vương                         | 1573–1586 | 30       |
| Shō Nei    | 尚寧      | Thượng Ninh     | Megama ajisohi 日賀末按司添 Nhật Hạ Mạt Án Tư Thiêm | 1587–1620 | 56       |
| Shō Hō     | 尚豐/尚豊 | Thượng Phong    | Tenkiyama ajisohi 天喜也末按司添 Thiên Hỉ Dã Mạt Án Tư Thiêm                                                                                                 | 1621–1640 | 50       |
| Shō Ken    | 尚賢      | Thượng Hiền     | | 1641–1647 | 23       |
| Shō Shitsu | 尚質      | Thượng Chất     | | 1648–1668 | 39       |
| Shō Tei    | 尚貞      | Thượng Trinh    | | 1669–1709 | 64       |
| Shō Eki    | 尚益      | Thượng Ích      | | 1710–1712 | 34       |
| Shō Kei    | 尚敬      | Thượng Kính     | | 1713–1751 | 52       |
| Shō Boku   | 尚穆      | Thượng Mục      | | 1752–1795 | 55       |
| Shō On     | 尚溫/尚温 | Thượng Ôn       | | 1796–1802 | 18       |
| Shō Sei    | 尚成      | Thượng Thành    | | 1803      | 3        |
| Shō Kō     | 尚灝      | Thượng Hạo      | | 1804–1828 | 47       |
| Shō Iku    | 尚育      | Thượng Dục      | | 1829–1847 | 34       |
| Shō Tai    | 尚泰      | Thượng Thái     | | 1848-1879 | 58       |